# Туарег (роман)
«Туарег» — остросюжетный роман испанского писателя Альберто Васкеса-Фигероа. Впервые опубликован в 1980 году издательством Goldmann Wilhelm GmbH.
Это первая книга трилогии Фигероа. Позже были изданы романы «Глаза туарегов» и «Последний туарег». В мире было распродано свыше 5 миллионов экземпляров книги.

## Сюжет
Знатный туарег Гасель Сайях происходит из числа воинов-имохагов. Он живёт вместе с женой и двумя сыновьями в Сахаре, он сознательно избегает политики и войн и хорошо знает пустыню. В то же время ещё в детстве Гаселю предрекли, что он погибнет не в пустыне. Однажды он приютил в своём лагере двух гостей — старика и юношу. Однако в лагере появились военные, убили мальчика и увели старика, тем самым нарушив древний закон о гостеприимстве. Гасель помнит о том, что у туарегов принято защищать своих гостей, и теперь он вынужден изменить свою жизнь и выручить своего гостя. Гасель превращается в жестокого мстителя и убийцу.

## Экранизация
В 1984 году роман стал основой сценария для испанско-итальянского приключенческого фильма «Туарег — воин пустыни» режиссёра Энцо Кастеллари. Главную роль исполнил американский актёр Марк Хэрмон.